# Европейски звездоброец
Европейските звездобройци (Uranoscopus scaber) са вид актиноптери от семейство Звездобройци (Uranoscopidae).
Те са незастрашен вид.
Таксонът е описан за пръв път от Карл Линей през 1758 година.

## Подвидове
- Uranoscopus scaber anostomus